# Dierový potok
De Dierový potok is een bergrivier in Slowakije, waarvan het gehele stroomgebied zich bevindt in de bergkam Krivánska Malá Fatra, onderdeel van de Kleine Fatra. De Dierový potok is uitgeslepen in de kalksteenformaties van het gebergte en heeft drie diepe kloven met watervallen, de Horné Diery, Dolné Diery en Nové Diery. 
De rivier heeft haar oorsprong op de Sedlo Miedzirozsutce, een bergpas die de bergpieken Veľký Rozsutec (1.610 m) en Malý Rozsutec (1.344 m) van elkaar scheidt. De Dierový potok heeft een lengte van 3,25 kilometer.